# Slankamenački Vinogradi
Slankamenački Vinogradi (mađarski: Szalánkeménszőlős, slovački: Slankamenské Vinohrady, srpski: Сланкаменачки Виногради) je selo u općini Inđija, u srijemskom okrugu, u autonomnoj pokrajini Vojvodini u Republici Srbiji.
Nalazi se u istočnom Srijemu, na 45°9' sjeverne zemljopisne širine i 20° 11' istočne zemljopisne dužine.
U selu, prema popisu stnovništva iz 2002., živi 266 stanovnika. Većinu čine Slovaci.

## Kulturne manifestacije
- Pudarski dani/Budarskie dni, manifestacija mjesnih Slovaka